# トラビス・ウィリアムズ (バスケットボール)
トラビス・ウィリアムズ（Travis Williams 1969年5月27日- ）はアメリカ合衆国サウスカロライナ州コロンビア出身のバスケットボール選手。
サウスカロライナ州立大学から1997年9月にシャーロット・ホーネッツと契約、1999年までプレーした。
アルゼンチン、プエルトリコやセリエAのパッラカネストロ・カントゥ、中国の上海シャークスなどでプレーしている。
アメリカ代表として1997年のバスケットボールアメリカ選手権モンテビデオ大会で金メダル、1999年のパンアメリカン競技大会ウィニペグ大会で銀メダルを獲得している。